# Rapidcreekite
La rapidcreekite è un minerale.